# Yelena Plotnikova
Yelena Plotnikova, född 16 juli 1977, är en kazakisk bågskytt. Hon deltog vid olympiska sommarspelen 2000.